# Restio perseverans
Restio perseverans är en gräsväxtart som beskrevs av Esterh. Restio perseverans ingår i släktet Restio och familjen Restionaceae. Inga underarter finns listade i Catalogue of Life.